# Mont Deborah
El Mont Deborah, amb els seus 3.718 msnm, és un dels principals cims de l'est de la serralada d'Alaska. Malgrat la seva relativa alçada en comparació amb altres cims del voltant i dels Estats Units és un cim que presenta uns desnivells considerables. Així, per exemple, la seva cara nord-est s'alça més de 2100 metres en poc més de 2,4 km lineals. Aquest fort desnivell, unit a les dificultats d'accés, les inclemències del temps i el gel i neu que cobreixen la muntanya fan d'ella un cim difícil d'escalar.

## El nom
La muntanya fou batejada el 1907 per J. Wickersham en honor de la seva dona, Deborah Bell Wickersham.

## Ascensions
La primera ascensió al Mont Deborah es va fer el 1954 per Fred Beckey, Henry Meybohm i Heinrich Harrer per la cara sud. La segona ascensió no es produí fins al maig de 1975, per part de Pat Condran, Mark Hottman, Brian Okonek, Dave Pettigrew, Pat Stuart i Toby Wheeler. La ruta habitual és la que discorre per la cara oest.